# Ганс-Дітріх Шварценберг
Ганс-Дітріх Шварценберг (нім. Hans-Dietrich Schwarzenberg; 23 травня 1923, Дрезден — 5 травня 1945, Балтійське море) — німецький офіцер-підводник, оберлейтенант-цур-зее крігсмаріне.

## Біографія
23 вересня 1940 року вступив на флот. З 27 вересня 1941 по 4 січня 1942 року пройшов практику вахтового офіцера в 22-й флотилії, з 5 січня по 5 липня — курс підводника. З 6 липня 1942 року — командир взводу 2-го напвчального дивізіону підводних човнів. 18 серпня 1942 року направлений на будівництво U-711. З 26 вересня 1942 по 29 жовтня 1943 року — 2-й вахтовий офіцер на U-711, на якому взяв участь у чотирьох походах в Північне море. З 16 травня по 15 липня 1944 року пройшов курс позиціонування (радіовимірювання), з 16 липня по 31 серпня — курс командира човна. З 1 вересня 1944 року — командир навчального човна U-579. 5 травня 1945 року човен був виявлений у протоці Каттегат східніше Оргуса британським бомбардувальником B-24 «Ліберейтор» і потоплений глибинними бомбами. 24 члени екіпажу (включаючи Шварценберга) загинули.

## Звання
- Кандидат в офіцери (23 вересня 1940)
- Морський кадет (1 лютого 1941)
- Фенріх-цур-зее (1 серпня 1941)
- Оберфенріх-цур-зее (1 липня 1942)
- Лейтенант-цур-зее (1 квітня 1943)
- Оберлейтенант-цур-зее (1 жовтня 1944)

## Нагороди
- Нагрудний знак підводника (18 червня 1943)
- Залізний хрест
  - 2-го класу (1 жовтня 1943)
  - 1-го класу (5 травня 1944)